# Liste der Naturdenkmale in Lautertal (Odenwald)
Die Liste der Naturdenkmale in Lautertal (Odenwald) nennt die im Gebiet der Gemeinde Lautertal im Landkreis Bergstraße in Hessen gelegenen Naturdenkmale.

## Liste
| Bild                          | Bezeichnung                       | Ortsteil, Lage                               | Beschreibung | Art          | Nr.       |
| ----------------------------- | --------------------------------- | -------------------------------------------- | --- | ------------ | --------- |
| Fotos hochladen               | Sommerlinde auf dem Friedhof      | Beedenkirchen 49° 44′ 7,6″ N, 8° 42′ 37,4″ O | Einzelbaum, an der Friedhofsmauer | Sommerlinde  | 431.14-11 |
| Fotos hochladen               | Baumgruppe                        | Beedenkirchen 49° 44′ 4,5″ N, 8° 42′ 27,5″ O | Zwei alte Eichen, eine Linde, ein Steintisch mit Bank; alte germanische Kultstätte, nahe dem evangelischen Pfarrhaus.                            |              | 431.14-12 |
| mehr Fotos \| Fotos hochladen | Teufelsstein                      | Elmshausen 49° 42′ 56,4″ N, 8° 40′ 20,4″ O   | Felsgruppe aus Quarzit, auf dem Teufelsberg. |              | 431.14-21 |
| mehr Fotos \| Fotos hochladen | Simonstein, Granit-Blockformation | Elmshausen 49° 42′ 6,2″ N, 8° 40′ 46,9″ O    | Granitblock, ca. 600 m östlich der Ortsmitte. |              | 431.14-22 |
| BW                            | Raidelbacher Fels                 | Raidelbach 49° 42′ 48,7″ N, 8° 43′ 23,4″ O   | Diorit-Blockformation, ca. 900 m nordwestlich der Ortsmitte im Wald.                                                                             |              | 431.14-61 |
| mehr Fotos \| Fotos hochladen | Borstein                          | Reichenbach 49° 42′ 52″ N, 8° 40′ 38,1″ O    | Gangquarz, ca. 1,2 km westlich des Ortes, nahe dem Naturfreundehaus.                                                                             |              | 431.14-71 |
| mehr Fotos \| Fotos hochladen | Hohenstein                        | Reichenbach 49° 42′ 36,4″ N, 8° 42′ 35″ O    | Gangquarz am Hohenstein, zwischen Hofgut Hohenstein und dem Ort.                                                                                 |              | 431.14-72 |
| mehr Fotos \| Fotos hochladen | Vier Edelkastanien                | Reichenbach 49° 42′ 16,4″ N, 8° 42′ 59″ O    | Vier (ehemals fünf) Edelkastanien, geschützt als Alleen-Relikt mit Bäumen besonderer Stärke, am Hohensteinweg 50 m südlich Forsthaus Hohenstein. | Edelkastanie | 431.14-74 |
| Fotos hochladen               | Zwei Wildbirnbäume                | Reichenbach 49° 42′ 38,3″ N, 8° 43′ 5,4″ O   | Zwei Einzelbäume, auf dem Weg vom Hofgut Hohenstein nach Raidelbach.                                                                             | Wildbirne    | 431.14-75 |
| mehr Fotos \| Fotos hochladen | Jenny’s Höhe                      | Reichenbach 49° 42′ 2,1″ N, 8° 43′ 16,2″ O   | Diorit-Blockanhäufung mit Steinbank, auf dem Knoden.                                                                                             |              | 431.14-76 |
| Fotos hochladen               | Traubeneiche                      | Schannenbach 49° 40′ 52,7″ N, 8° 43′ 7,7″ O  | Einzelbaum, 400 m südlich von Schannenbach, am Rande der Feldstraße nach Ober-Hambach.                                                           | Traubeneiche | 431.14-81 |